# Tardoskedd
Tardoskedd (szlovákul Tvrdošovce) község Szlovákiában, a Nyitrai kerületben, az Érsekújvári járásban.

## Fekvése
Érsekújvártól 14 km-re északnyugatra, a Kisalföldön fekszik. Érinti a Nyitrai-dombság déli lejtőin eredő Tardoskeddi-patak (régi elnevezése Turányi-patak), mely a községtől délnyugatra torkollik a Cergátba.

## Élővilága
Batlákat már a 19. században is megfigyeltek a környéken.
A faluban állítólag három gólyafészek volt található. 2012-ben a Pozsonyi úton, a községháza közelében lévőben három fióka kelt ki, melyből azonban csak egy élte túl a költési időszakot. Ugyan ebben a fészekben 2013-ban 2, 2014-ben és 2015-ben 3, 2016-ban, 2017-ben és 2019-ben 4, 2020-ban és 2023-2024-ben 3 fióka kelt ki.

## Története
Területén kelta leletek is előkerültek. A régészeti leletek tanúsága szerint az 1. és a 4. század közötti időszakban kvád település állt ezen a helyen. A honfoglalás után magyar törzsek vették birtokba a Duna menti mocsaras területet, mely védelmül szolgált a támadások ellen. Állítólag egy pinceomláskor kerámiákat találtak, melyeket a bíró és a jegyző kiállíttattak. 1934-ben a Halomdombon középkori leletek kerültek elő, melyek egy része a pozsonyi múzeumba, egy részük pedig a község gyűjteményébe került.
1221-ben II. András király az akkor már létező települést az ausztriai Heiligenkreuz cisztercita kolostorának adta, akik a 15. században majort is alapítottak itt. Az oklevélnek egy 1236 körül készített hamisított példánya a falut "Tardas Keddi" néven említi először. 1297-ben a ciszterciták elcserélték birtokukat a pozsony vármegyei Pozsonyszőlősre. Tardoskedd a 13. századtól virágzó település, melyben nagyban közrejátszott, hogy a Budáról Csehországba menő kereskedelmi út mellett feküdt. Hetivásárait keddi napokon tartották, emiatt kapta nevének második tagját. 1332-ben Károly Róbert király oklevele "Turdesqued" alakban említi a települést. 1403-ban Zsigmond több más faluval együtt, mint az esztergomi érsekség birtokait a lázadások miatt lefoglalta.
A fejlődés lendülete egészen a 16. századig tartott. Tardoskedd ekkor már a leggazdagabb falvak közé tartozott, bár a gyakori török támadások miatt lakói a közeli mocsaras területre voltak kénytelenek menekülni. Ezt a helyet még ma is Faluhelyként említik. 1596-ban Nyitra vármegyei katonaság szállásolta be magát a faluba. 1664-ben 48 háztartásban 64 fejadófizető személy volt. Az elpusztított ősi falu csak 1685-ben, Érsekújvár visszavétele és a török kiűzése után népesült be újra. A település a reformáció terjedésének ellenállt, lakossága mindvégig katolikus maradt. III. Ferdinánd mezővárosi rangot adományozott a községnek. 1704-ben a település Bercsényi Miklós főhadiszállásaként nagy katonai táborrá alakult át. A kuruc generális október 30-án három levelet is keltez innen Rákóczinak az érsekújvári várba. Az úgynevezett Rákóczi-dombon súlyos harcok voltak a kuruc és labanc csapatok között, melynek emlékét emlékmű hirdeti ezen a helyen. Alig múltak el a harcok, a lakosságot súlyos járványok tizedelték meg. 1725-ben is összeírást végeztek a faluban. 1730 és 1732 között Trencsén és Kiszuca vidékéről szlovákokat telepítettek be a kipusztult lakosság pótlására. 1734-ben a Morva mellékéről német kézműves családok érkeztek ide.

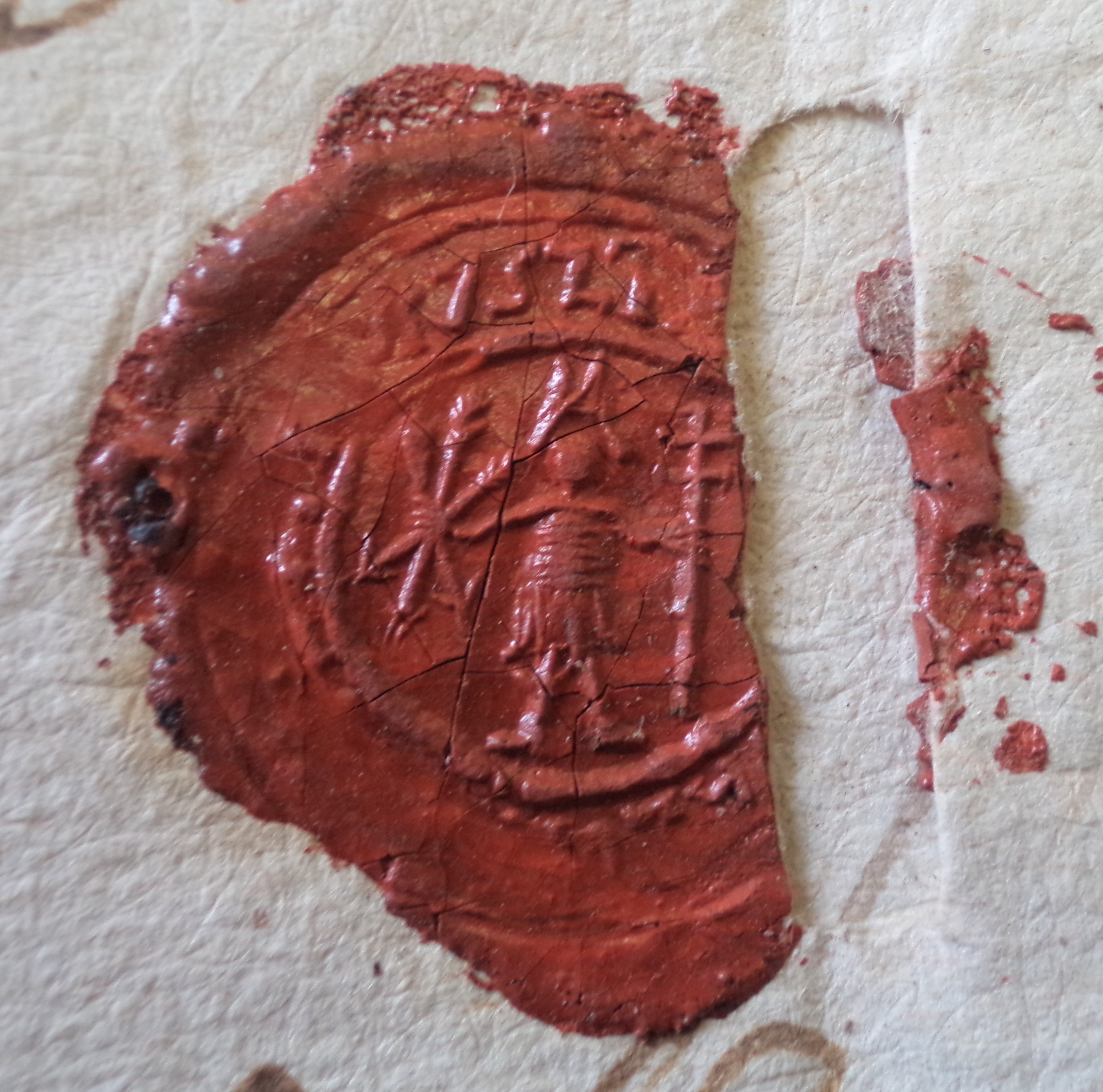
Tardoskedd pecsétje 1766-ból

A 18. század második felére Tardoskedd már újra jelentős mezőváros hetipiaccal, gazdag marhavásárokkal, vendégfogadókkal és postaállomással. 1769-ben is összeírták a falu urbáriumát. 1779-ben az első népszámlálás során 2188 főt számláltak a településen. 1809-ben a napóleoni seregek nyomában tífuszjárvány pusztított, kórházát ekkor létesítették. Lakói közül sokan részt vettek az 1848-1849-es szabadságharcban, mely során harcok is folytak itt. Itt és Tótmegyeren állomásoztak Asbóth Sándor egységei. A szabadságharc leverése után, Pozsonyban 3 tardoskeddi vértanút végeztek ki (Tóth József, Bugyík József és Treksler Ferenc jegyző). 1850-ben elkészült a Budapest-Bécs vasútvonal, melynek egyik állomása Tardoskedd lett. 1868-ban postahivatal nyílt a községben. Legrégebbi ismert pecsétje 1712-ből való.
Vályi András szerint "TARDOSKED. Magy. falu Nyitra Várm. földes ura az Esztergomi Érsekség, C. Boronkai, és más Uraknak is vagynak itten kuriáik; lakosai katolikusok, fekszik Érsek Újvárhoz 2 mértföldnyire; Ispotállya van, földgye, réttye jó, legelője elég, tava is van; határjának egy részét a’ vizek járják."

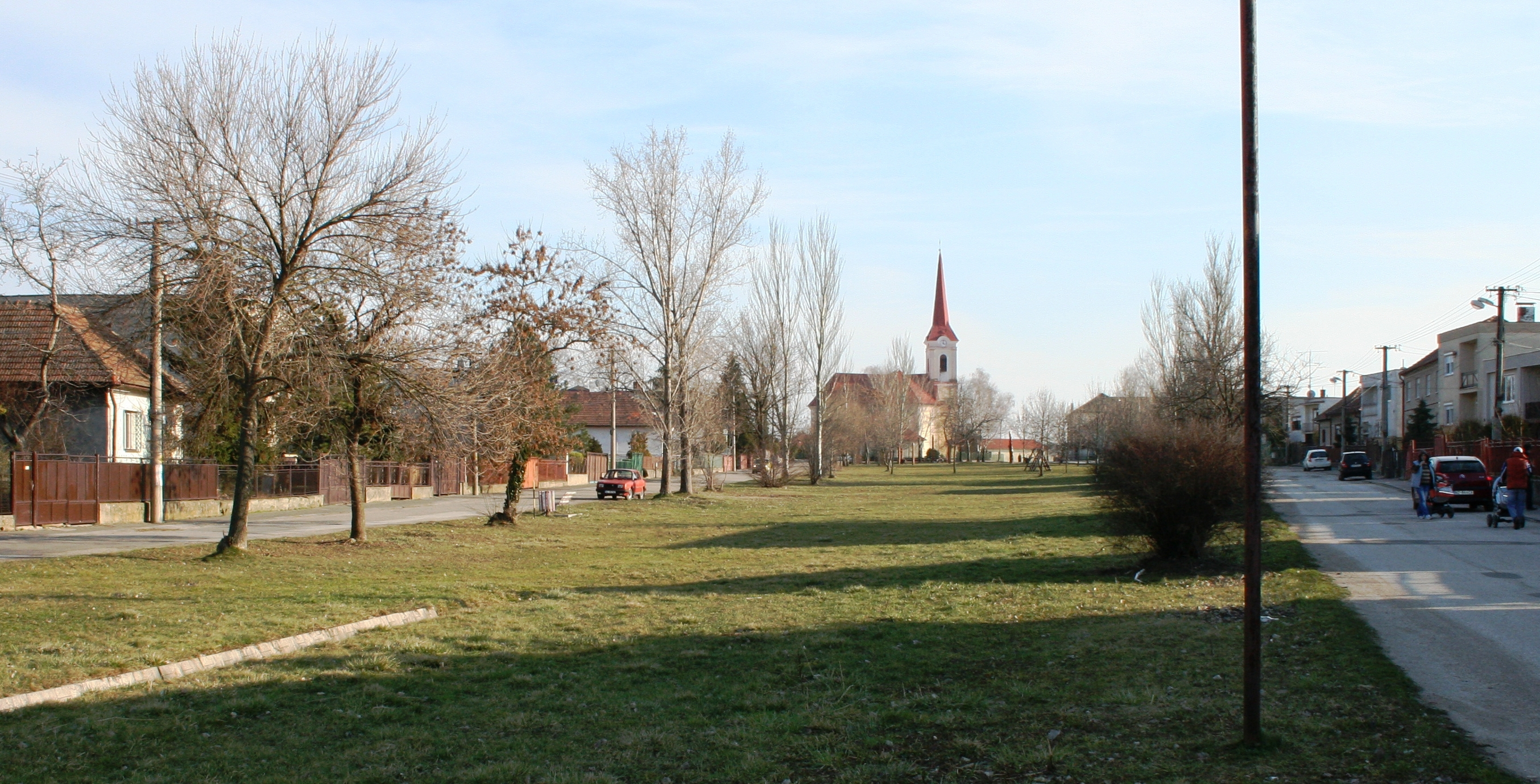
Tardoskedd

Nyitra vármegye monográfiája szerint "Tardoskedd az u. n. kis magyar alföldön fekvő magyar nagyközség, 4577 r. kath. és kevés izr. vallású lakossal. Postája, távirója és vasúti állomása helyben van. Régi község, mely a török hódoltság idejében a mostani határain túl, mélyebb helyen, mocsaraktól körülvéve feküdt. A törökök azonban az így nehezebben hozzáférhető község lakosait elkergették és arra kényszerítették, hogy magasabb helyre költözzenek, ahol a község ma is áll. A XVII. században már mint mezőváros szerepel. Kath. temploma a XVII. század végén épült. Kegyura az esztergomi érsek. Izr. imaházát az 50-es években építették. A község határában, az u. n. Rákóczy-dombon van a II. Rákóczy Ferencz emlékére kegyeletből emelt emlék. Bercsényi 1704 okt. 30-án egy nap alatt három levelet irt innen Rákóczynak, melyben hadi terveit és a hadsereg mozdulatait közli vele. 1848-ban az osztrákok a községet romba akarták lövetni, de Büttner plébános közbenjárására és esdeklésére lemondtak erről és megelégedtek azzal, hogy néhány gyanus egyént elfogtak. A község vízhiányban szenvedvén, legutóbb ártézi kútat fúrtak, mely bő és egészséges vízet szolgáltat. A lakosok takarékpénztárt és hitelszövetkezetet tartanak fenn. Legutóbb a községben gőzmalom is épült. Az esztergomi érsekségnek itt nagyobb birtoka van. A község 1221-ben az osztrák „Heiligen Kreuz”-kolostor birtoka volt."
A trianoni békeszerződésig Nyitra vármegye Érsekújvári járásához tartozott. 1920. márciusában a mezőgazdasági munkások sztrájkoltak. 1933. október 8-án népgyűlést tartottak, melyen Esterházy János is felszólalt. Az első bécsi döntést követően Tardoskedden és Nagykéren keresztül telepítették ki Komáromból a nemkívánatos személyeket. 1938 és 1945 között újra magyar felségterület, ekkor Nyitra és Pozsony k.e.e. vármegye része. Mai szlovák nevét (Tvrdošovce) 1948-ban kapta.
1947-ben és 1948-ban közel 400 családot deportáltak Csehországba a Szudétavidékre, míg Magyarországra – elsősorban Tolna vármegyébe, főként Bonyhádra, Bikácsra – 170 módosabb családot telepítettek át. A helyükbe Csacáról, Kiszucáról és a magyarországi Tardosról érkeztek lakosok. Ekkor új utca is épült 17 családi házzal állami hitelből, amelyekben nagyrészt a Kiszuca vidékéről érkező telepesek laktak. 1963-ban a települést nagy árvíz sújtotta.

## Népessége
| Év:            | 1994. | 2004.   | 2014.   | 2024.   |
| -------------- | ----- | ------- | ------- | ------- |
| Emberek száma: | 5145  | 5239    | 5172    | 5062    |
| Eltérés:       |       | +1,82 % | -1,27 % | -2,12 % |

| Év:            | 2023. | 2024.   |
| -------------- | ----- | ------- |
| Emberek száma: | 5089  | 5062    |
| Eltérés:       |       | -0,53 % |

1880-ban 4237 lakosából 3569 magyar és 481 szlovák anyanyelvű volt.
1890-ben 4577 lakosából 4016 magyar és 476 szlovák anyanyelvű volt.
1900-ban 5082 lakosából 4699 magyar és 369 szlovák anyanyelvű volt.
1910-ben 5353 lakosából 5050 magyar és 234 szlovák anyanyelvű volt.
1919-ben 6137 lakosából 5578 magyar és 551 csehszlovák volt, ebből 6042 római katolikus és 76 zsidó vallású.
1921-ben 5815 lakosából 5025 magyar és 698 csehszlovák volt.
1930-ban 6208 lakosából 4683 magyar és 1410 csehszlovák volt.
1941-ben 6189 lakosából 5903 magyar és 285 szlovák volt.
1991-ben 5276 lakosából 4057 magyar és 1166 szlovák volt.
2001-ben 5120 lakosából 3653 magyar és 1383 szlovák volt.
2011-ben 5188 lakosából 3234 magyar, 1653 szlovák, 53 cigány, 29 cseh, 195 pedig ismeretlen nemzetiségű volt.
2021-ben 5183 lakosából 2858 magyar, 2031 szlovák, 15 cigány, 59 egyéb, 220 pedig ismeretlen nemzetiségű volt.

## Nevezetességei

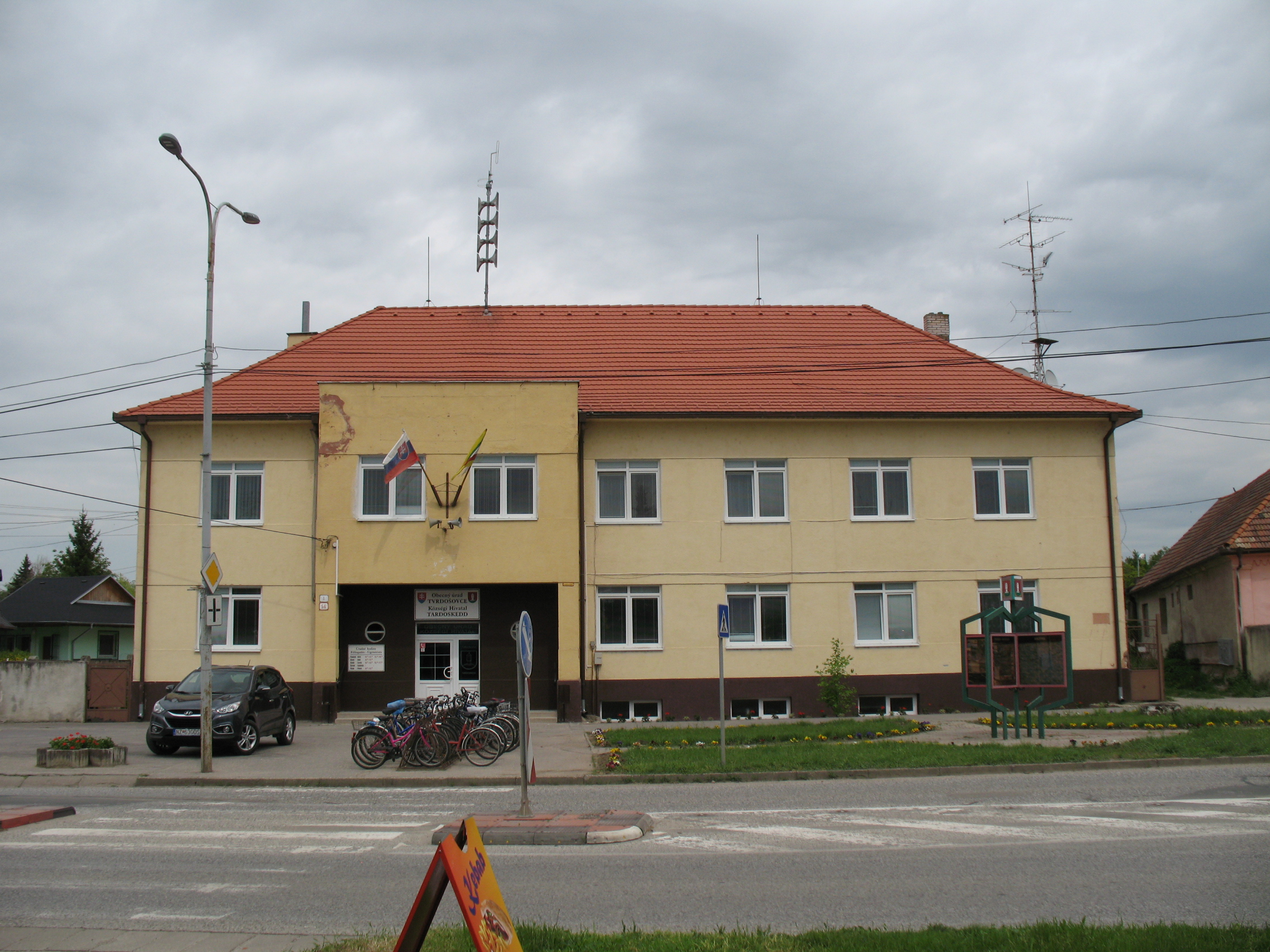
Községháza
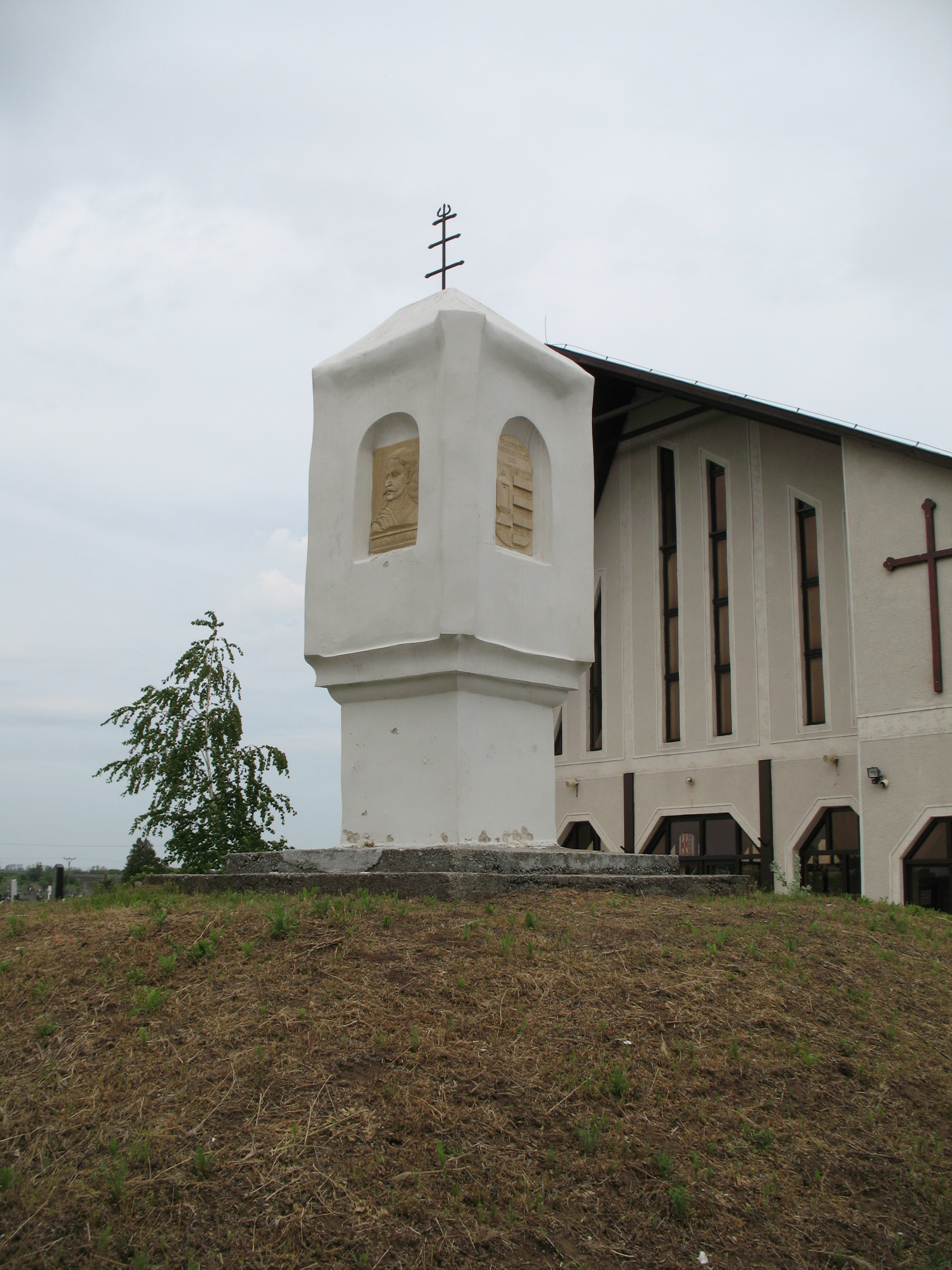
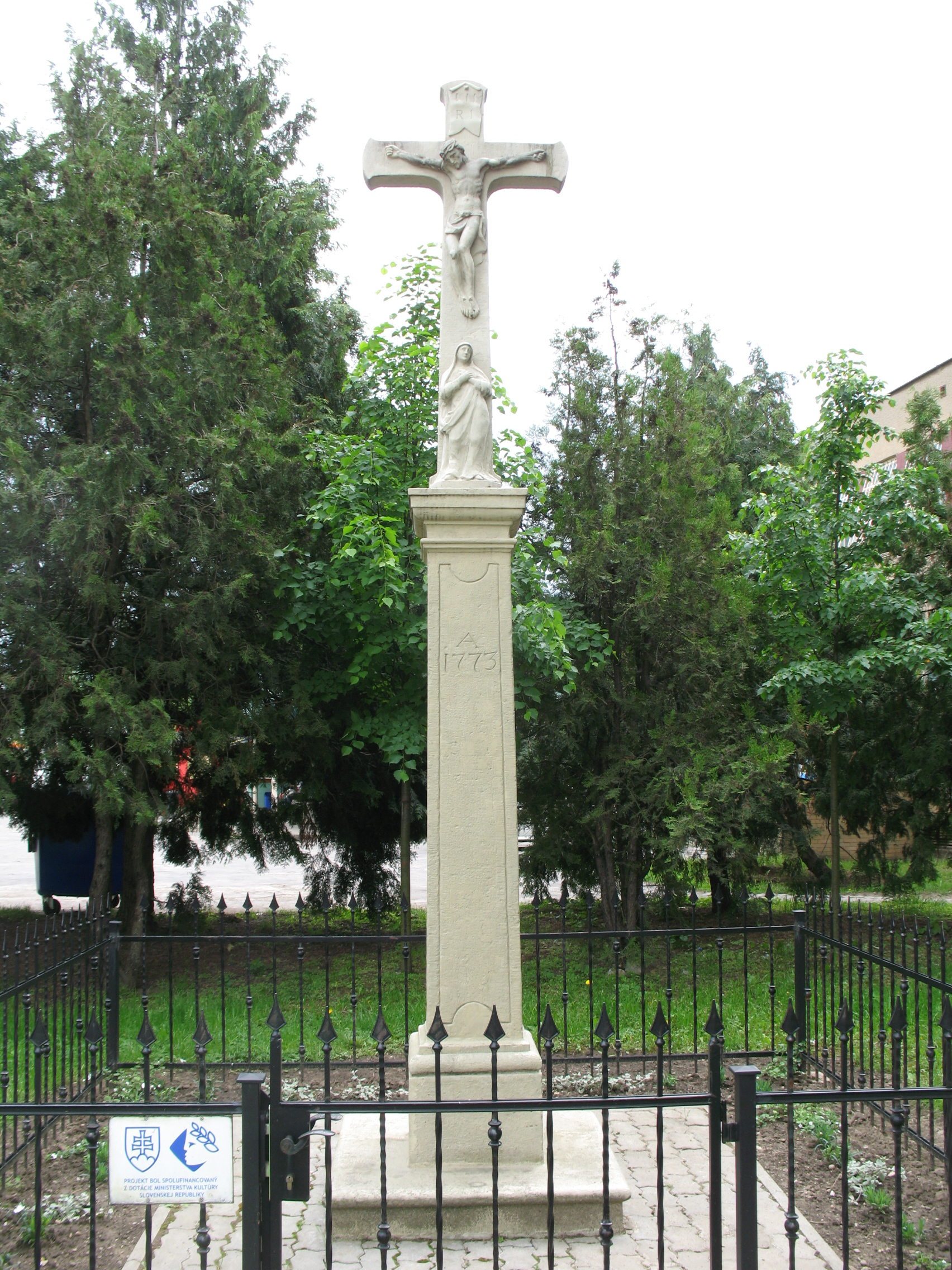
Kereszt 1773-ból
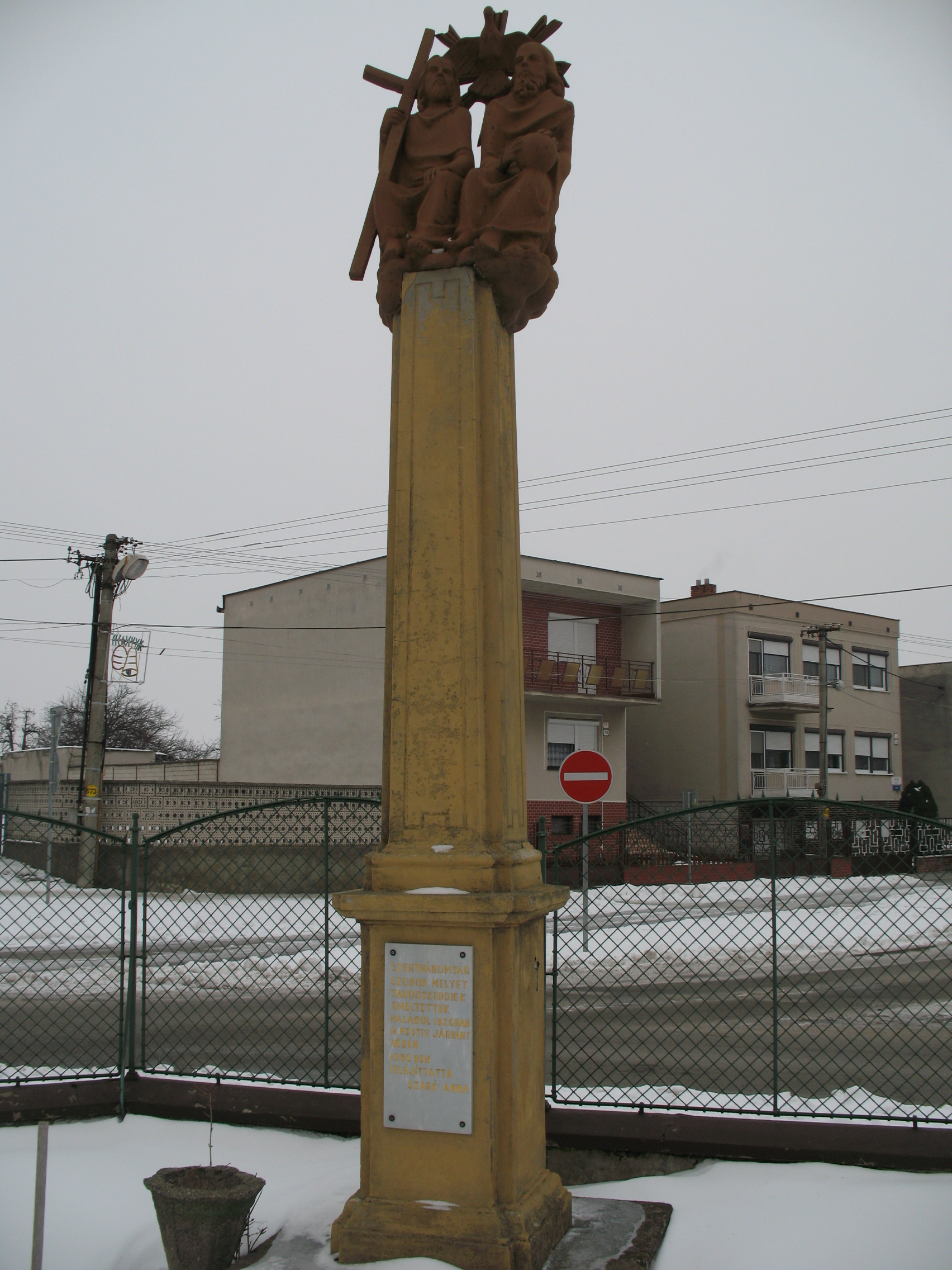
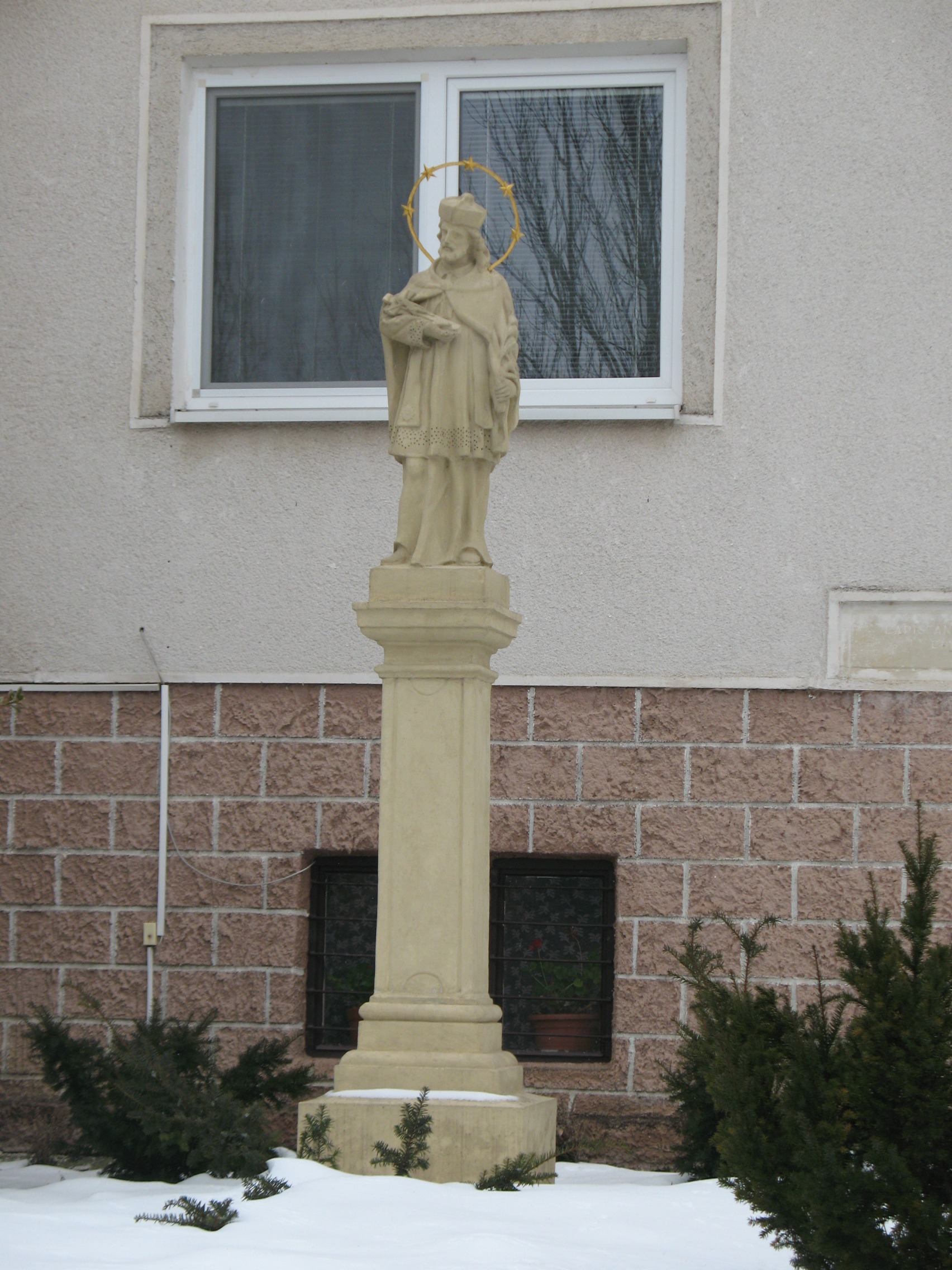
Nepomuki Szent János szobra
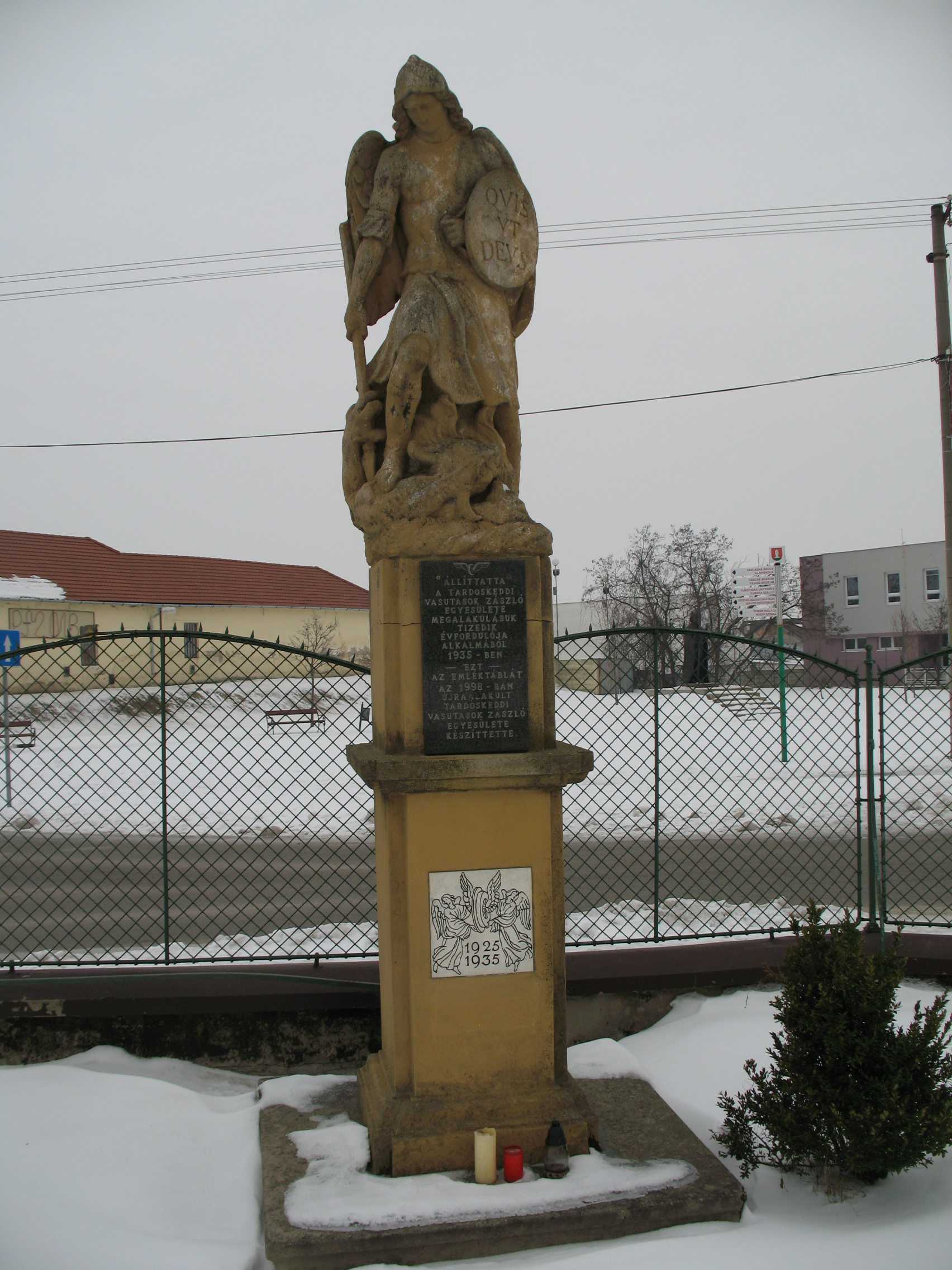
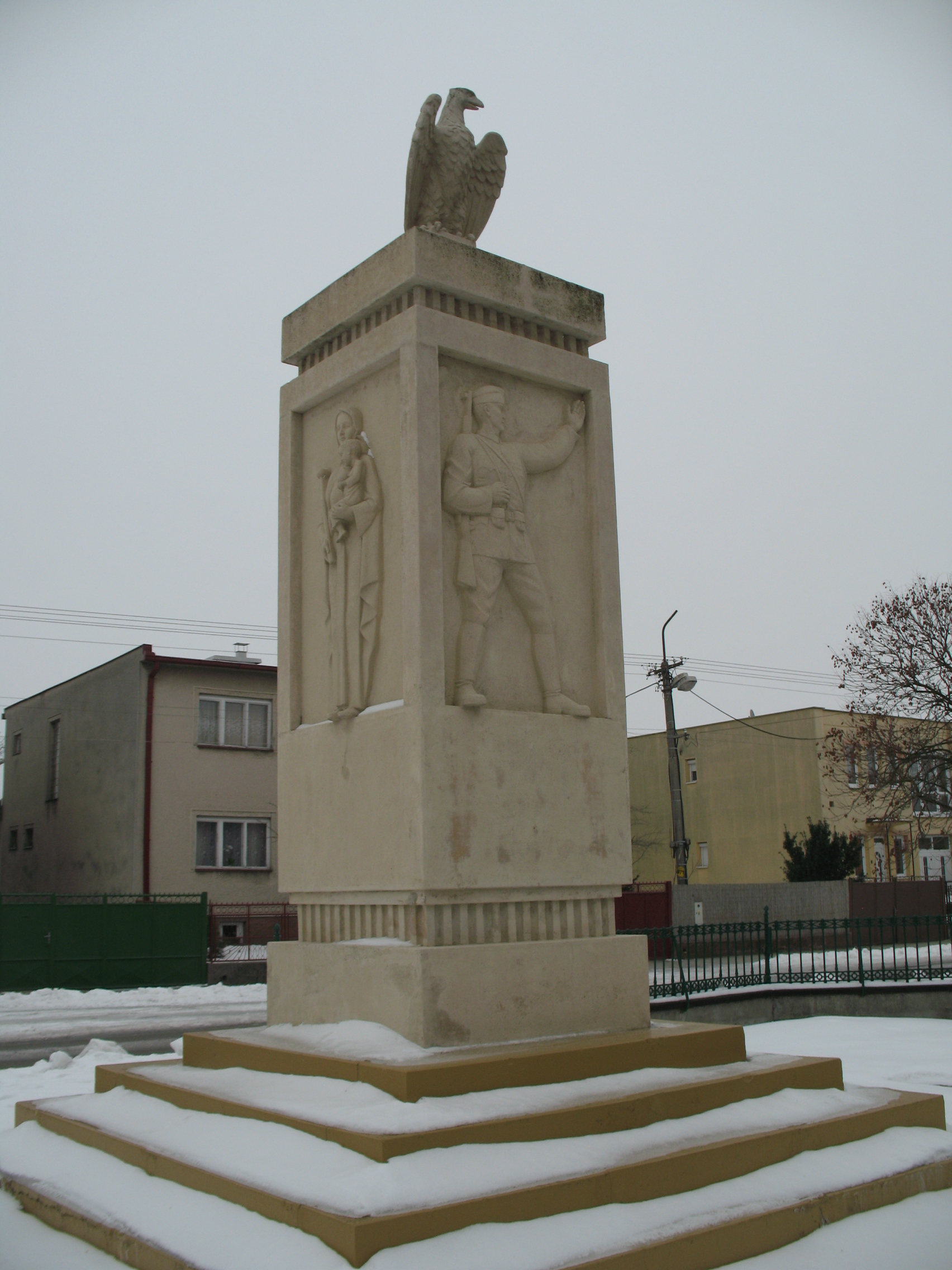
Tardoskedd-i Országzászló talapzata
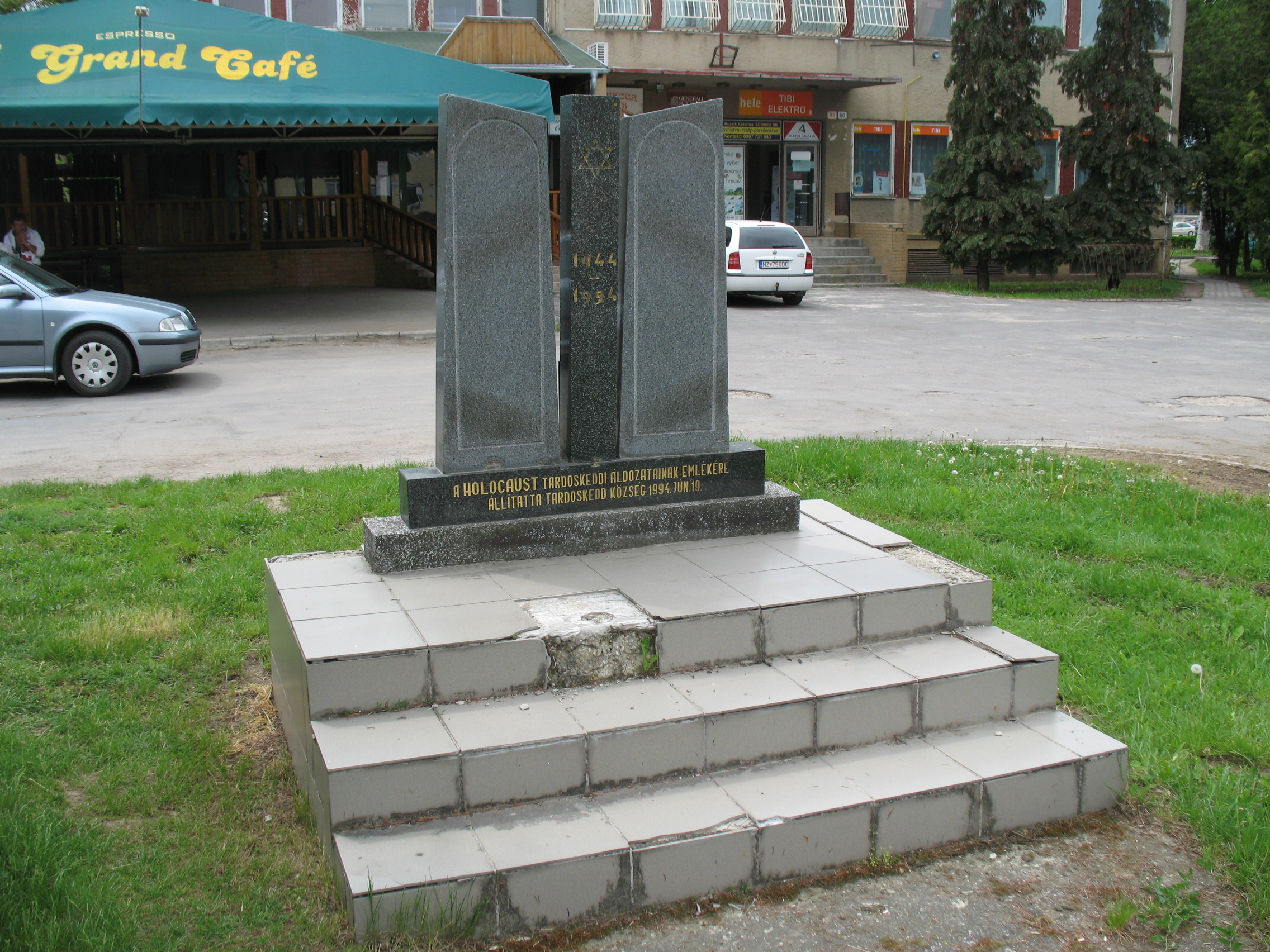
Holokauszt emlékmű
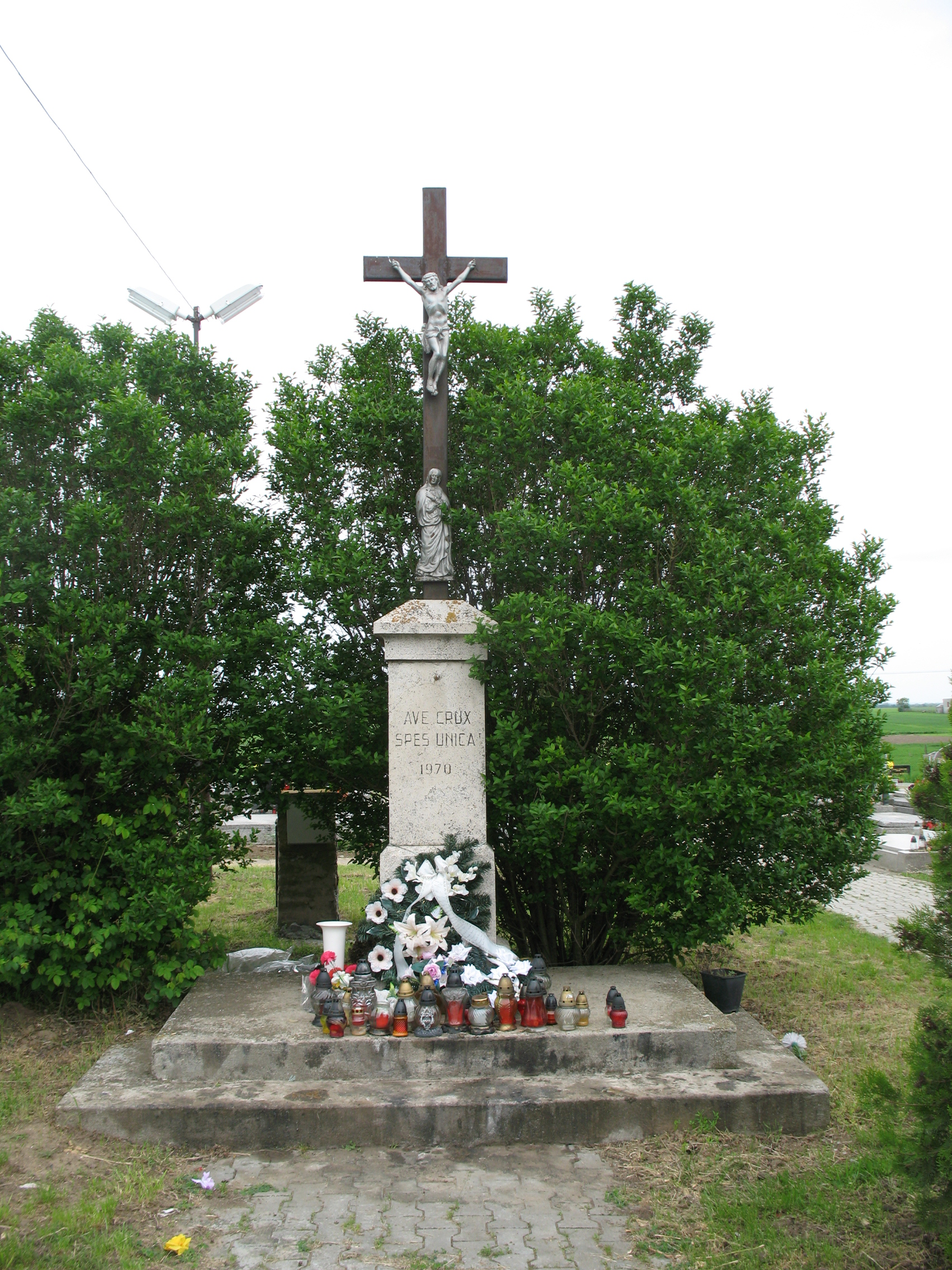
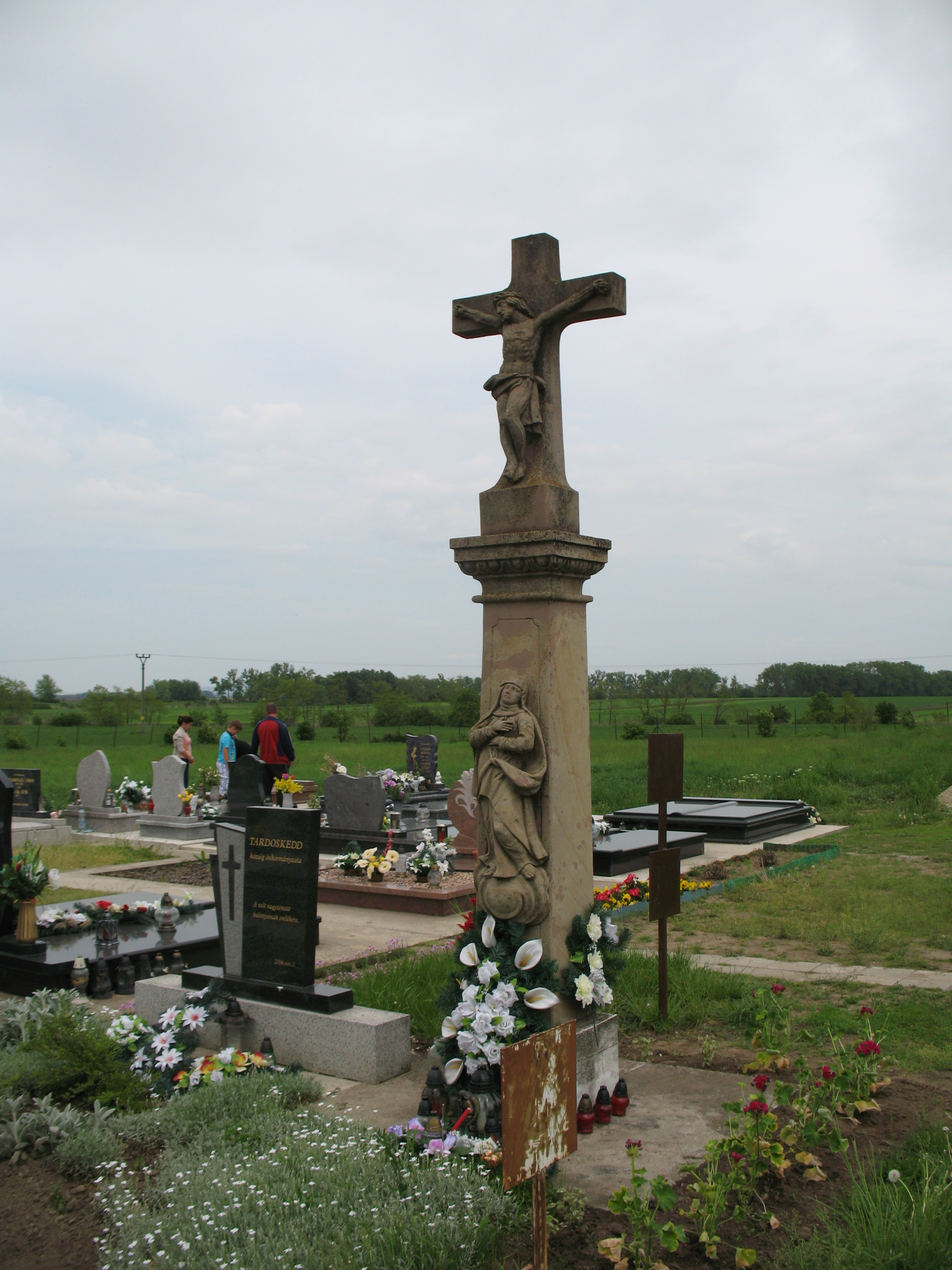
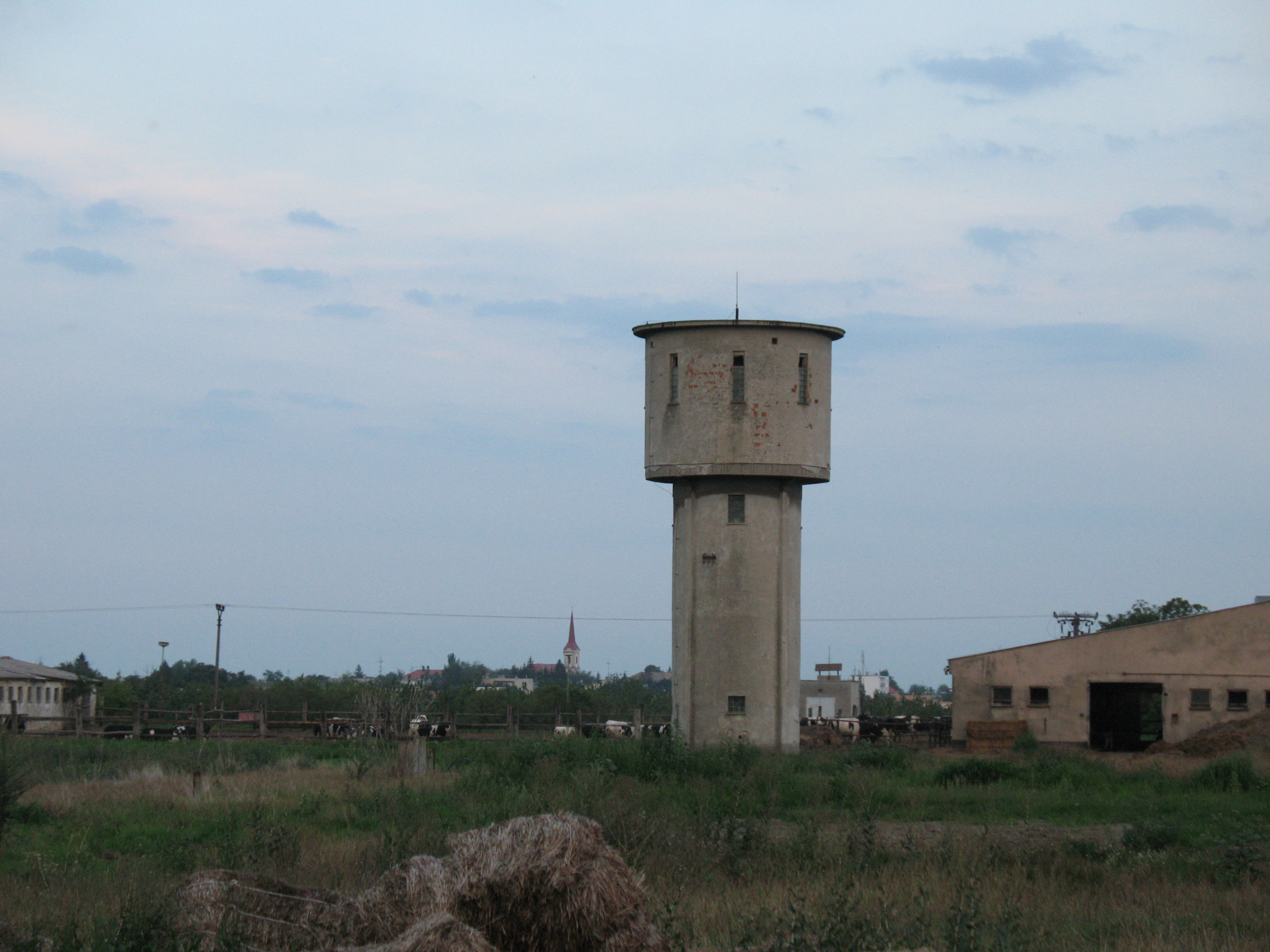
Víztorony a TSz területén
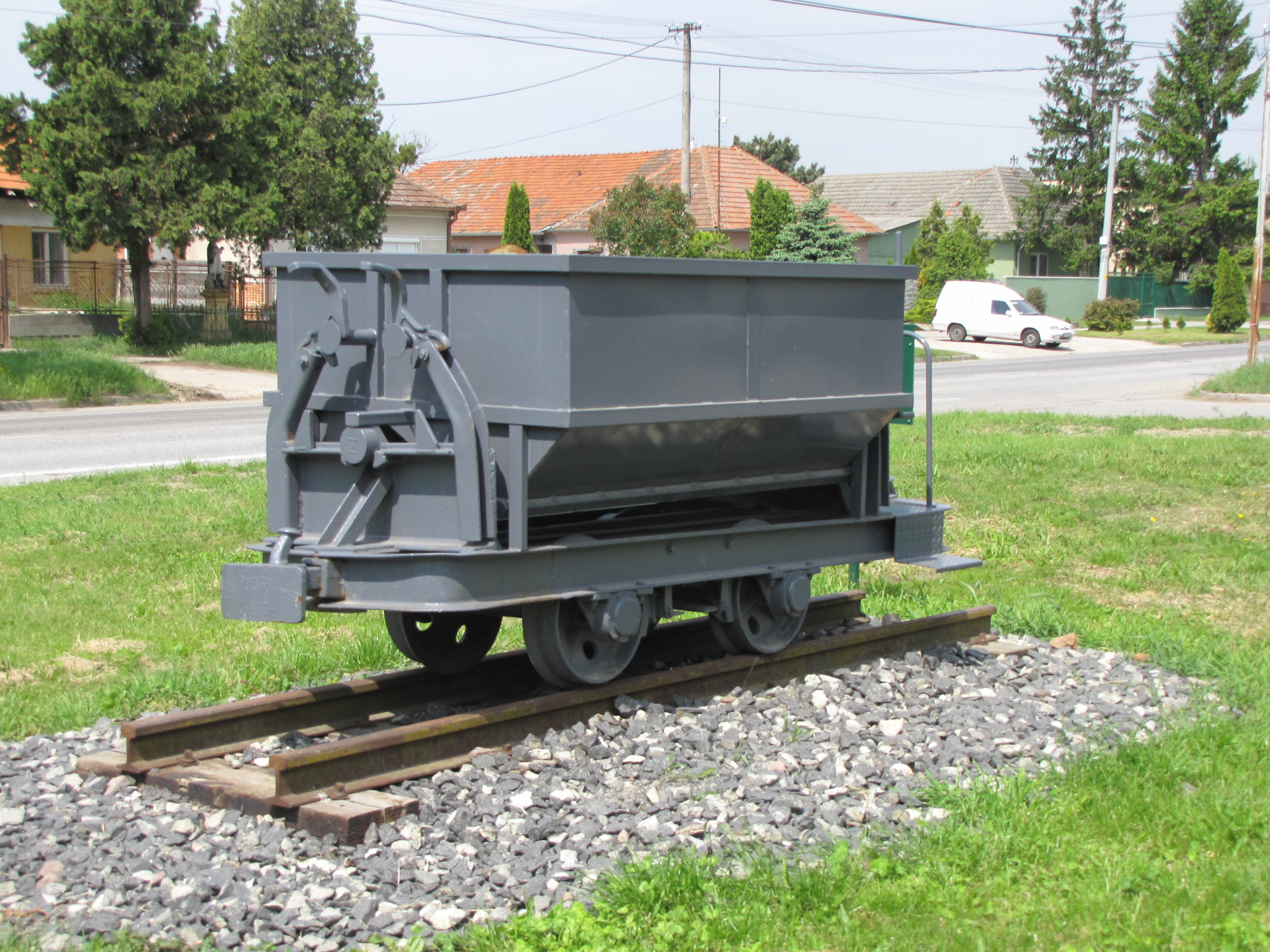
Szabadtéri vasúti múzeum
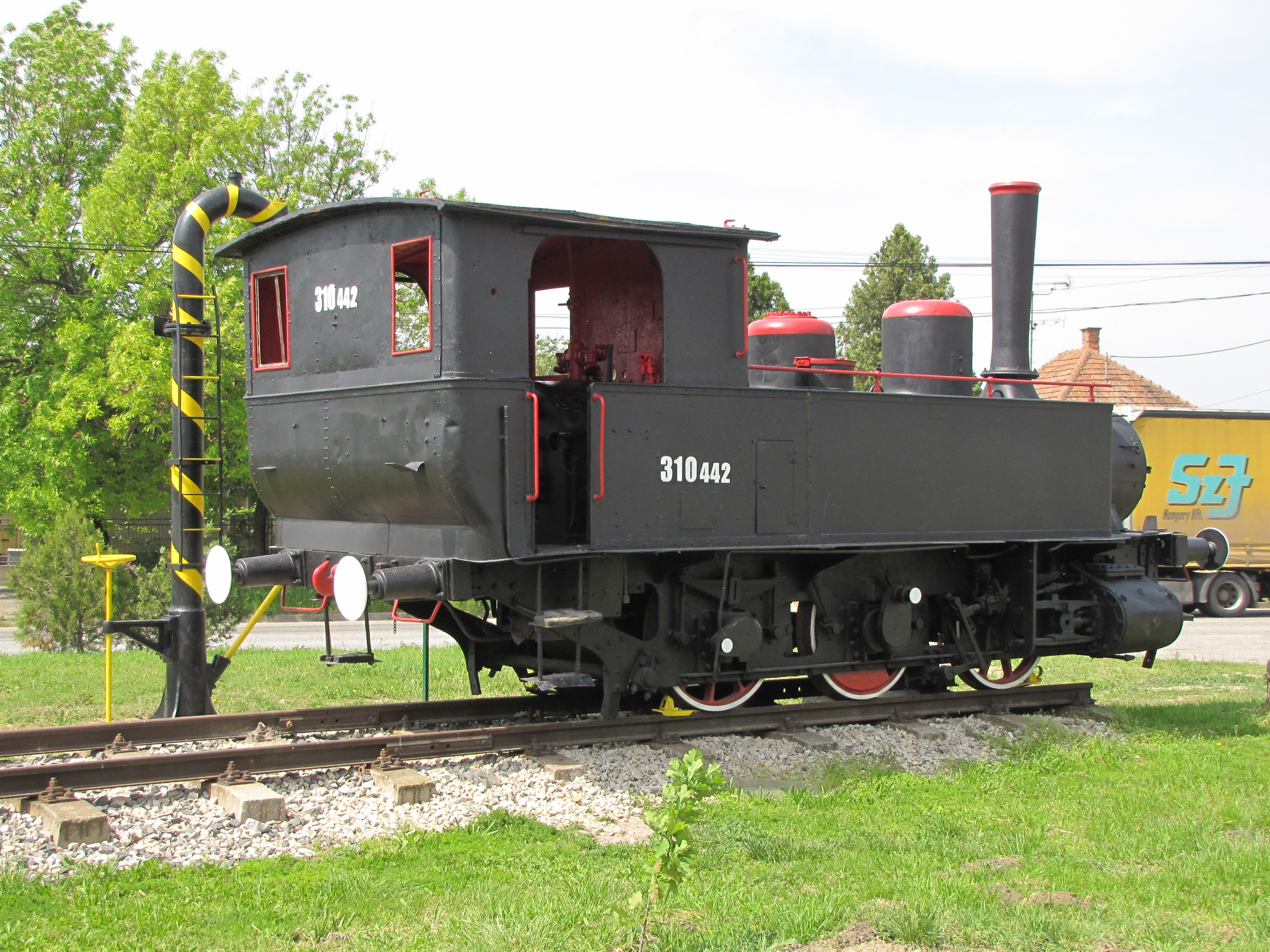
Szabadtéri vasúti múzeum
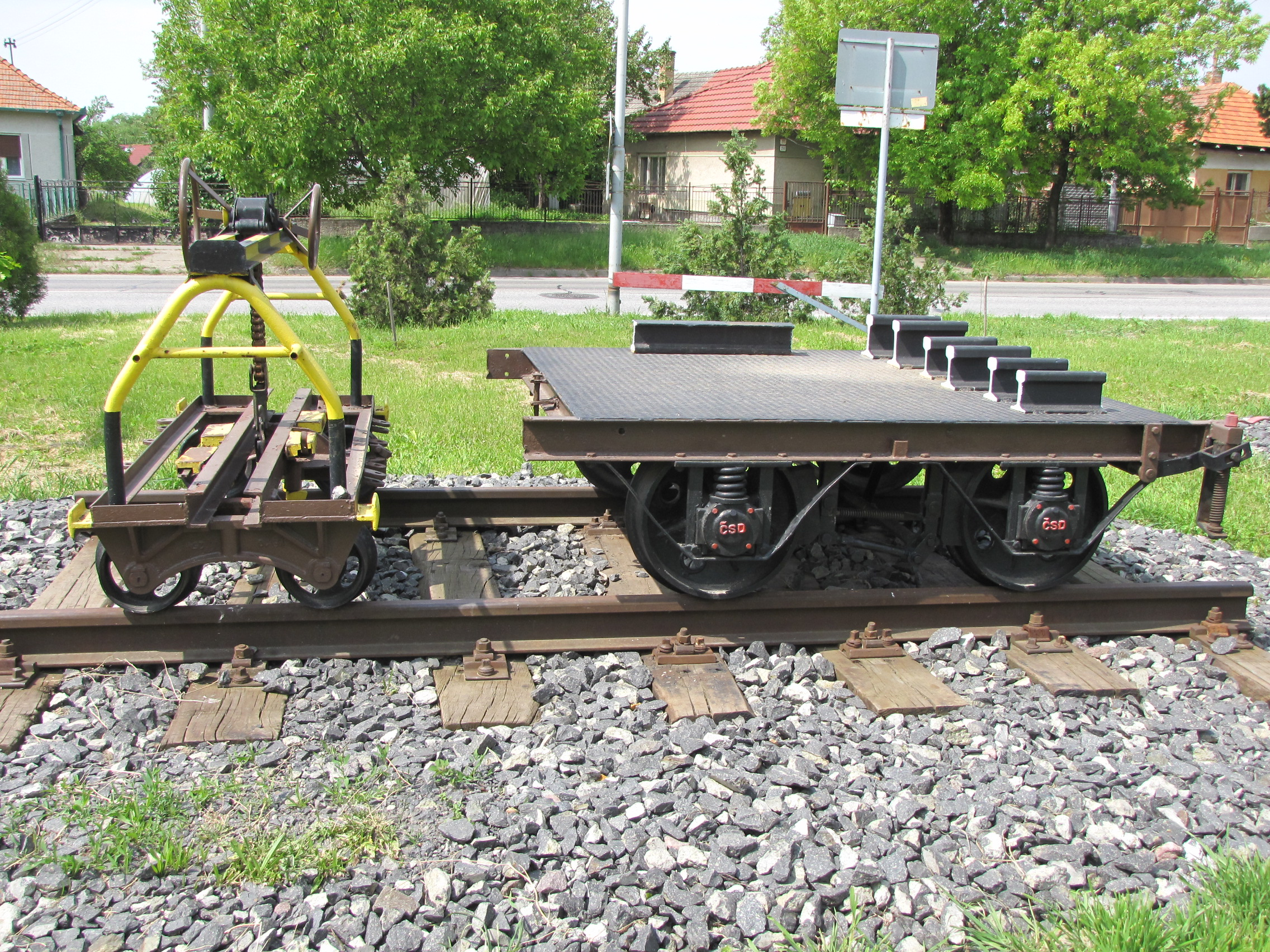
Szabadtéri vasúti múzeum

- Határában, az országút mellett emlékmű áll, amely az 1706-os kuruc harcok áldozataira emlékeztet. 1849-ben Haynau parancsára honvédtiszteket is végeztek ki itt.
- A Szent István tiszteletére szentelt római katolikus templomot 1707-ben építették a régi templom helyén, melyből ezután csak a kápolna maradt meg. 1892-ben egy frissen szabadult személy feltörte, de Nagysurányban Matunák Mihály közbelépésével sikerült elfogni.[27]
- A faluban reneszánsz eredetű kastély áll.
- Hősök emlékműve. Az első világháború tardoskeddi hősi halottainak tiszteletére emelték 1941-ben. A két világháború tardoskeddi hősi halottainak négy új emléktábláját 2016-ban helyezték el.
- 1942-ben a Tornóc és Tardoskedd közötti út építésekor ókori kelta temetőre találtak, s a későbbiekben 40 sírt tártak fel.
- A fatimai Szent Szűz oltalmába ajánlott temetőkápolnát 1994-ben építették.[28]
- Szent István-szobor. R. Törley Mária alkotását 2001-ben avatták fel.
- Az 1848–49-es forradalom és szabadságharc tardoskeddi vértanúinak tiszteletére emelt emlékoszlop. Ivanics Ervin alkotását 2002-ben avatták fel.
- Szabadtéri vasúti múzeum.
- Tájház. A kiállított tárgyakat Balogh Rozália és lánya, Csányi Mária gyűjtötték az 1970-es évektől. A konyha különlegessége a gazdag falvédőgyűjtemény. Tulipános ládája 1836-ból való, bölcsőjét az 1890-es években készítették. A tisztaszobában harmónium, s a falu jegyzőjének faragott asztala is megtalálható. A középső szobában régi mesterségek szerszámai vannak kiállítva.[29]
- Holokauszt emlékmű.

## Kulturális élet

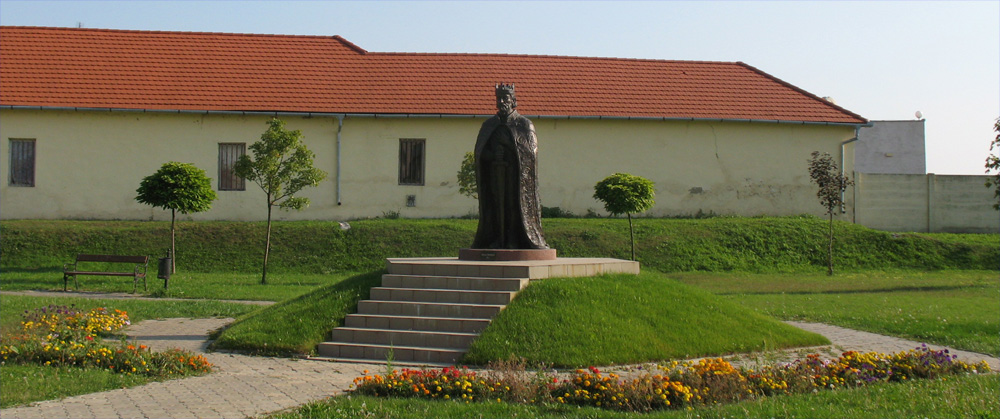
Szent István-szobor

- A Csemadok helyi alapszervezetét 1951. február 4-én alapították.
- Tardoskeddi citerások.
- Fehér Akác énekkar.
- Szent István-napok.
- A szabadtéri színpad számos előadás, rendezvény és zenekari fellépés színhelye.
- A község lapja Tardoskeddi Hírmondó címen jelenik meg.
- Zengő Négyes Citerazenekar.

## Néprajza
A falu néptáncait 1956-tól Méry Margit gyűjtötte fel, de Takács András is foglalkozott velük. Az 1970-es években egyetemi hallgatók végeztek terepmunkát a faluban. Egy tardoskeddi kovácsműhely-felszerelés 1979-ben került a Duna Menti Múzeum gyűjteményébe.

## Iskola
- Szemerényi Károly Magyar Tanítási Nyelvű Alapiskola.

## Híres személyek
- Itt született 1842-ben Juhász Gyula szolgabíró, Nyitra vármegye levéltárosa.
- Itt született 1905. október 2-án Morvay Gyula tanár, költő, író, műfordító, gyűjtő.
- Itt született 1936. október 1-jén Méry Margit néprajzkutató, szerkesztő.
- Itt született 1940-ben Mikuláš Rutkovský (1940–2010) cseh szobrász és éremművész.
- Itt született 1941-ben Mikuláš Argalács író, újságíró.[34]
- Itt született 1947. március 2-án Szikora György 21-szeres csehszlovák válogatott labdarúgó, edző.
- Itt született 1947. szeptember 19-én Móder József Európa-bajnok csehszlovák labdarúgó.
- Buják Vince helybéli kosárkötő-mester, a néprajzi rendezvények állandó résztvevője, a kosárkötés tardoskeddi hagyományairól megjelent könyv szerzője, 2006. január 21-én Budapesten vette át Az Egyetemes Kultúra Lovagja megtisztelő címet.
- Itt szolgált káplánként Fallenbüchl Ferenc (1873-1953) pap, történetíró.
- Itt szolgált Machovich Gyula (1858-1937) teológiai doktor és plébános.
- Itt szolgált káplánként Sághy Vendel (1810-1890) római katolikus plébános.
- Itt szolgált Prenner Béla (1894-1983) plébános, szentszéki bíró.
- Itt hunyt el 1808-ban Horváth József római katolikus plébános.
- Itt hunyt el 1876-ban Kriegler József katolikus plébános.

## Testvérvárosai[35]
Bonyhád, Magyarország
 Környe, Magyarország
 Nagyatád, Magyarország
 Piliscsév, Magyarország
 Szákszend, Magyarország
 Tardos, Magyarország
 Zetelaka, Románia